# Víctor Bolívar
Víctor Andrey Bolívar Ordoñez es un exfutbolista costarricense qué jugó como portero. Su último equipo fue el Deportivo Marquense de Guatemala.

## Trayectoria
Su primer partido internacional fue el 21 de octubre del 2010, en la victoria de Costa Rica ante El Salvador. Participó en la Copa América 2004 en donde fueron eliminados en cuartos de final ante la Selección de Colombia. También en el 2004 fue parte de la Selección de Costa Rica en los Juegos Olímpicos de Atenas 2004 en donde se ubicó en el Grupo D, junto a las selecciones de Irak, Portugal y Marruecos. Clasificó de segundo de grupo luego de empatar a cero con Marruecos, perder 0-2 ante Irak y golear 4-2 a Portugal con goles de José Miguel Villalobos, Álvaro Saborío, Pablo Brenes y un autogol de Fernando Meira. Fue eliminado en cuartos de final ante Argentina al caer 4-0 el 21 de agosto en la ciudad de Patras. Estuvo presente en la final del Torneo Apertura 2016, de Guatemala, de la cual se coronó campeón con Antigua Guatemala F. C..

### Polémica
Un escándalo de faldas que en principio tenía tintes de racismo, mantuvo ardiendo el camerino del Deportivo Saprissa, tras el despido por fuertes actos de indisciplina del lateral izquierdo Kraesher Mooke. El cuadro morado anunció la separación el jueves 18 de octubre bajo supuestos actos de indisciplina, pero declaraciones de Hermes Mooke, hermano del futbolista dadas a Radio Columbia, calentaron el tema pues se comentó que fue por un pleito a golpes entre Víctor Bolívar y el propio jugador, eso dentro del propio vestuario. Lo que es peor, se comenta que el entrenador Daniel Casas fue testigo ocular de los hechos y que bajo un “no he visto nada siempre que se mantenga en secreto” se quedó callado.
En ese momento el hermano de Mooke dijo que “Víctor Bolívar se le vino encima a Kraesher por cuanto un amigo de mi hermano, anda con la esposa del portero. Ella acusó a mi hermano de estarla llamando, pero mi hermano no anda con ella. Víctor lo encaró en el camerino y el entrenador Casas les dijo que si querían pelear, pelearan, pero que nadie se diera cuenta” aseveró Hermes Mooke.
A partir de octubre del 2012, perdió el puesto en la titular del Deportivo Saprissa, esto luego de ese conflicto pasional entre su esposa y su excompañero de equipo, Kraesher Mooke.

## Participaciones internacionales

### Copas América
| Copa         | Sede | Año  | Resultado        |
| ------------ | ---- | ---- | ---------------- |
| Copa América | Perú | 2004 | Cuartos de final |

### Juegos Olímpicos
| Juegos           | Sede   | Año  | Resultado        |
| ---------------- | ------ | ---- | ---------------- |
| Juegos Olímpicos | Grecia | 2004 | Cuartos de final |

## Clubes
| Club                                         | País       | Año         |
| -------------------------------------------- | ---------- | ----------- |
| A. D. Municipal Liberia                      | Costa Rica | 2003-2005   |
| Brujas F. C.                                 | Costa Rica | 2006-2009   |
| A. D. Santacruceña (préstamo)                | Costa Rica | 2007        |
| Asociación Deportiva Guanacasteca (préstamo) | Costa Rica | 2009        |
| A. D. Municipal Liberia                      | Costa Rica | 2009-2010   |
| A. D. Barrio México                          | Costa Rica | 2010        |
| Deportivo Saprissa                           | Costa Rica | 2011-2012   |
| A. D. Santos de Guápiles                     | Costa Rica | 2013        |
| Puntarenas F. C. (préstamo)                  | Costa Rica | 2013-2014   |
| C. S. Herediano                              | Costa Rica | 2014        |
| UCR F. C.                                    | Costa Rica | 2015        |
| A. D. Carmelita                              | Costa Rica | 2015-2016   |
| Antigua Guatemala F. C.                      | Guatemala  | 2016 - 2017 |
| Deportivo Petapa                             | Guatemala  | 2017-2018   |
| C. D. Malacateco                             | Guatemala  | 2018        |
| Sanarate F. C.                               | Guatemala  | 2019        |
| Municipal Grecia                             | Costa Rica | 2019        |
| Quiché Fútbol Club                           | Guatemala  | 2020        |
| Municipal Grecia                             | Costa Rica | 2020        |
| C. S. D. Sololá                              | Guatemala  | 2021-2022   |
| C. D. Marquense                              | Guatemala  | 2022-2023   |

## Palmarés

### Títulos nacionales
| Título                     | Club                 | País      | Año  |
| -------------------------- | -------------------- | --------- | ---- |
| Liga Nacional de Guatemala | Antigua Guatemala FC | Guatemala | 2016 |